# Lorenzo Unanue
Lorenzo Walter Unanue Gordano (Montevideo, 22 de marzo de 1953) es un exfutbolista uruguayo que jugaba como centrocampista.

## Biografía
Apodado «Conejo», debutó en Peñarol en 1973, donde jugó hasta 1980. Obtuvo los campeonatos uruguayos de Primera División de 1973, 1974, 1975, 1978 y 1979. En 1974 y 1975 ganó el Trofeo Teresa Herrera.
Con la selección uruguaya disputó 22 partidos, entre el 4 de junio de 1975 y el 20 de septiembre de 1979, y marcó dos goles. Participó en la Copa América 1975 y en la de 1979. Obtuvo la Copa Juan Pinto Durán en 1975 y en 1979. También participó en la Copa del Atlántico 1976 y en las eliminatorias para la Copa Mundial de 1978, en Argentina.
Entre 1980 y 1983 jugó en el Atlético Potosino de la Primera División de México. A continuación estuvo hasta 1984 en Coyotes Neza. Volvió al Atlético Potosino hasta 1987 y desde ese año hasta 1988 jugó con Tecos de la U.A.G.. Por tercera vez pasó al Atlético Potosino en 1988, donde se retiró 1990 por una lesión en el tobillo, a los 37 años.
Desde su retiro como futbolista reside en la ciudad de San Luis Potosí, México.

## Clubes
| Club               | País    | Año         |
| ------------------ | ------- | ----------- |
| Peñarol            | Uruguay | 1973 - 1980 |
| Atlético Potosino  | México  | 1980 - 1983 |
| Coyotes Neza       | México  | 1983 - 1984 |
| Atlético Potosino  | México  | 1985 - 1987 |
| Tecos de la U.A.G. | México  | 1987 - 1988 |
| Atlético Potosino  | México  | 1988 - 1990 |